# پارک جئونگ-آه
پارک جئونگ-آه (به انگلیسی: Park Jung-ah)(زاده ۲۴ فوریه ۱۹۸۱) خواننده، بازیگر، مجری تلویزیونی کره‌ای است.